# Шох, Филипп
Филипп Шох (нем. Philipp Schoch; род. 12 октября 1979, Винтертур, кантон Цюрих) — швейцарский сноубордист, первый в истории двукратный олимпийский чемпион по сноуборду. Двукратный вице-чемпион мира 2007 года. Специализируется в параллельном слаломе и параллельном гигантском слаломе. Знаменосец сборной Швейцарии на церемонии открытия зимних Олимпийских игр 2006 года.
Младший брат другого швейцарского сноубордиста Симона Шоха, чемпиона мира 2007 года и вице-чемпиона Олимпийских игр 2006 года. Интересно, что в финале параллельного гигантского слалома Олимпиады 2006 года в Турине Филипп опередил Симона, а спустя год на чемпионате мира в Арозе в финале параллельного слалома Симон выиграл у Филиппа. Филипп Шох выиграл свои первые награды на чемпионате мира уже после того как стал двукратным олимпийским чемпионом.
Дебютировал в Кубке мира в декабре 2000 года. За карьеру выиграл 15 этапов Кубка мира. В сезоне 2004/05 выиграл зачёт параллельного слалома, а в сезоне 2005/06 занял второе место в общем зачёте Кубка мира, уступив только своему брату Симону.
Филипп Шох из-за травмы спины был вынужден почти полностью пропустить сезоны 2007/08 и 2008/09. Вернулся на трассы Кубка мира только в декабре 2009 года и не успел отобраться на Олимпийские игры 2010 года в Ванкувере.